# Río Manco
Río Manco är ett vattendrag i Colombia.   Det ligger i departementet Santander, i den centrala delen av landet, 270 km norr om huvudstaden Bogotá.